# В'єтнамська мова
В'єтна́мська мо́ва — мова в'єтнамців, одна з в'єтських мов. Офіційна мова В'єтнаму; поширена також у Камбоджі, Лаосі, Таїланді, Новій Каледонії, Франції, США. Загальна кількість мовців — до 73 млн. Виділяються три основні діалекти: північний, центральний та південний, які мають фонетичні та лексичні відмінності.
Від інших в'єтмионґських мов в'єтнамська відрізняється простішою структурою складу, більшою кількістю тонів (до шести), великою кількістю китайських запозичень. Граматичні відмінності натомість незначні.
Літературна мова сформована на базі північних та центральних діалектів. Письмова мова спирається на звуковий склад центрального діалекту та на систему тонів північного діалекту. В усному мовленні нормативною вважається вимова ханойської говірки північного діалекту.
До 1910 року у В'єтнамі було розповсюджено два види писемності — китайські ієрогліфи та система «тьи-ном», що виникла на ґрунті перетворення ієрогліфів. З 1910 року було офіційно запроваджено письмо «куокнґи», створене ще в XVII сторіччі португальськими місіонерами на базі латинки.

## Писемність

Перші два рядки з класичної в'єтнамської епічної поеми «Повість про К'єу», записані письмом тьи-ном та сучасною в'єтнамською абеткою. Лексика, запозичена з китайської, виділена зеленим, запозичені за звучанням ієрогліфи для питомо в'єтнамських слів — фіолетовим, власні ієрогліфи — коричневим.

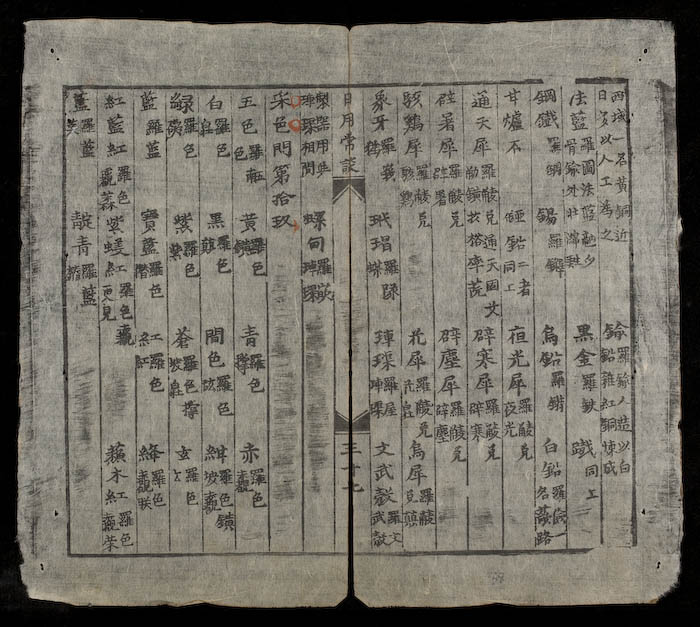
У двомовному словнику «Nhật dụng thường đàm» (1851), китайські ієрогліфи (chữ Nho) пояснюються примітками, написаними тьи-номом.

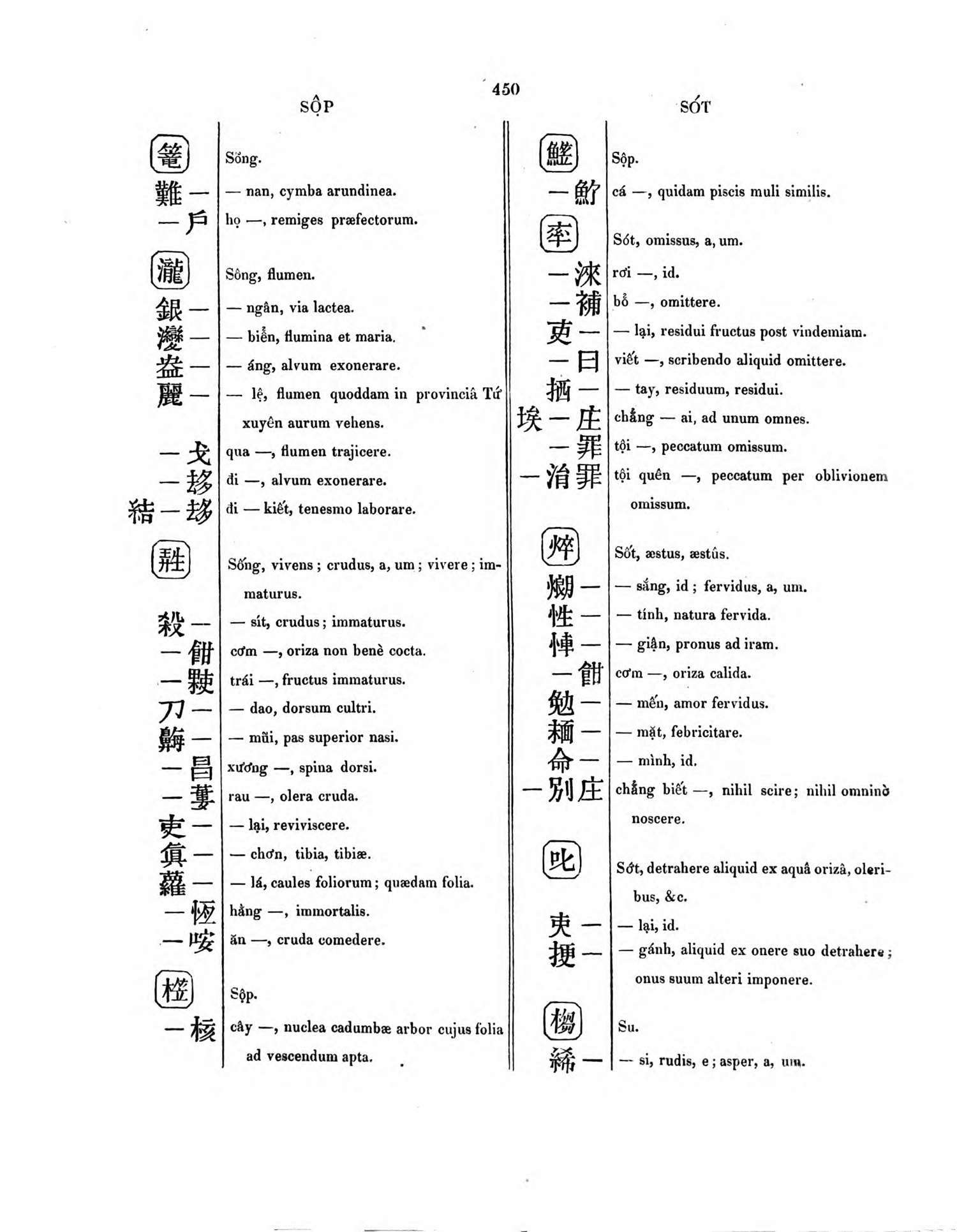
Словник «Dictionarium anamitico-latinum» (1838) Жана-Луї Табера вказує в'єтнамські (аннамські) слова латинкою та тьи-номом.

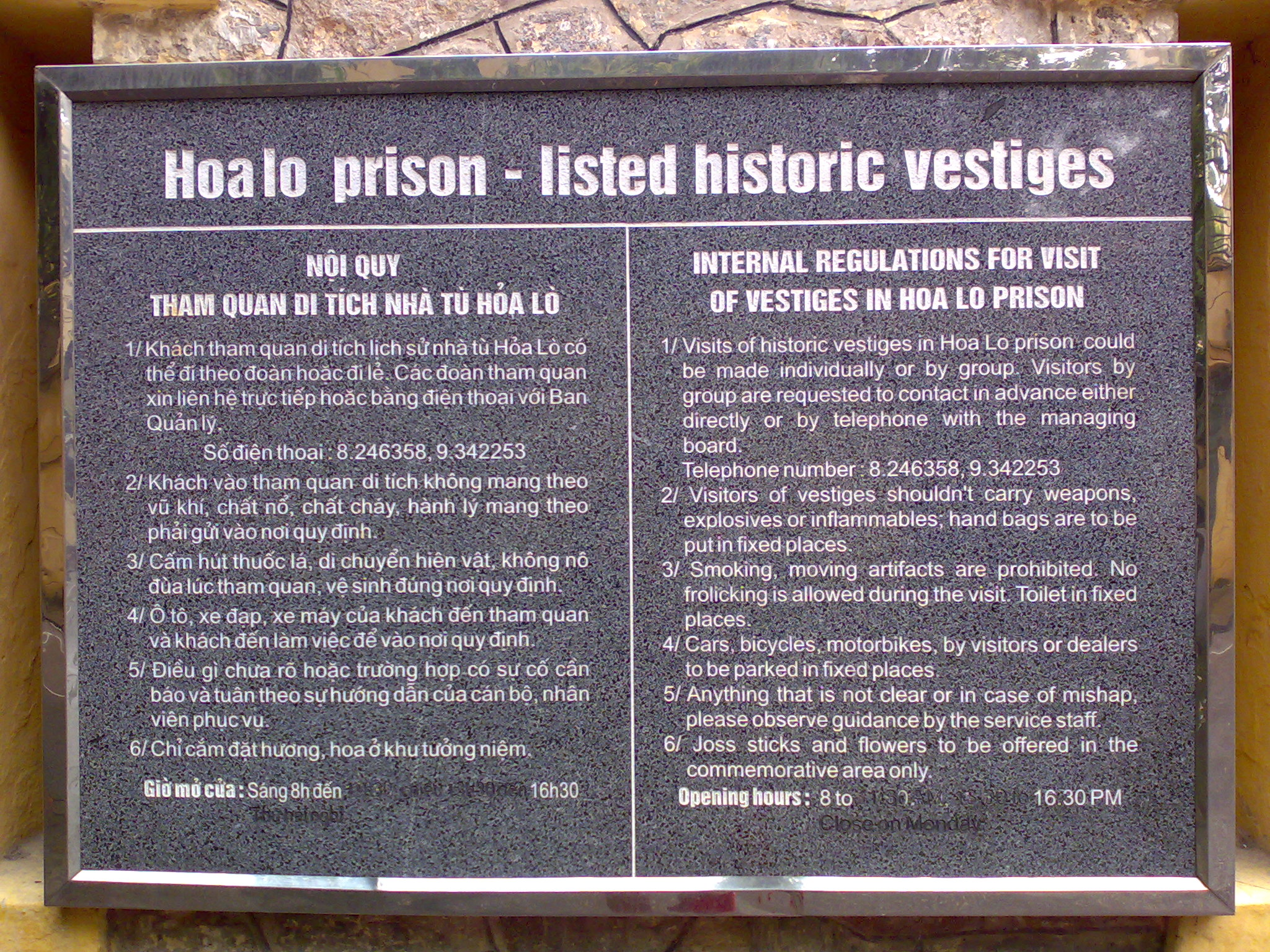
Табличка у музеї-в'язниці Хоало, де вказано правила поведінки для відвідувачів в'єтнамською та англійською мовами.

Після завершення влади Китаю над В'єтнамом, що тривала тисячоліття, в 939 році, в'єтнамська держава прийняла класичну китайську (в'єтнамською: văn ngôn 文言 або Hán văn 漢文) як урядову мову. Аж до кінця XIX століття, (за винятком двох коротких часових проміжків), усі офіційні тексти, в тому числі державні, наукові та інші літературні, писались класичною китайською, за допомогою китайської писемності (chữ Hán — «тьи-хан»). Хоча в більшості випадків у сучасності в'єтнамська записується латинською в'єтнамською абеткою, китайське письмо тьи-хан разом із письмом тьи-ном (chữ Nôm, разом: Hán-Nôm) досі вживається, наприклад, у каліграфії.

### Тьи-ном
Приблизно з XIII століття, вчені в'єтнамці на базі відомої їм китайської писемності розробили «тьи-ном» (chữ Nôm, досл. «Південні ієрогліфи») — систему письма для запису в'єтнамської літератури. У письмі тьи-ном використовувались китайські ієрогліфи для запису як безпосередньо запозиченої китайської лексики, так і питомо в'єтнамських слів з подібною вимовою чи значенням. Крім того, в межах цієї системи було створено тисячі нових об'єднаних ієрогліфів для запису питомо в'єтнамських слів за допомогою кількох різних способів, наприклад, фоносемантичні сполуки. Наприклад, у перших рядках класичної в'єтнамської поеми «Повість про К'єу»,
- Запозичене з китайської слово mệnh (доля) записане оригінальним ієрогліфом 命;
- Питомо в'єтнамське слово ta (наш) записане, як 些, подібно до запозичення з китайської з однаковим читанням ta (мало, трохи, дещо);
- Питомо в'єтнамське слово năm (рік) записане новим ієрогліфом 𢆥, що складений з ієрогліфів 南 (південь, читається, як «нам») та 年 (рік).

Найстаріший приклад ранньої форми такого письма знайдено в списку імен в храмі Тхап М'єу, що датується початком XII ст. н.е. Література тьи-ном досягла своєї вершини у XVIII столітті, коли за допомогою нього записували свої роботи численні в'єтнамські поети та письменники, як-от Нгуен Зу та Хо Суан Хионг. Однак, офіційно вона вживалась лише за нетривалих правлінь династій Хо та Тейшон (у 1400–1406 та 1778–1802 роках відповідно).
У XIX столітті, в'єтнамський реформатор і католик Нгуєн Чион То закликав імператорський двір прийняти до офіційного вжитку письмо тьи-ном, але його так і не було прийнято.

### Куокнги
Латинізацію в'єтнамської кодифікував у XVII столітті авіньйонський місіонер-єзуїт Александр де Род (1591–1660) на базі робіт інших португальських місіонерів у минулому, зокрема Франсіско де Піни, Гаспара до Амарала та Антоніо Барбоси. Їхня робота базується на тодішній середньов'єтнамській мові, на діалекті, близькому до ханойського. Голосні та фіналі найбільше відповідають північним діалектам, а ініціалі — південним.
В'єтнамська абетка складається з 29 літер; у ній було додано приголосну đ та 6 голосних (ă, â/ê/ô, ơ, ư) з діакритиками. Літери f, j, w та z не вживаються. Також на письмі окремі фонеми пишуться диграфами, яких усього десять: ch, gh, gi, kh, ng, nh, ph, qu, th, та tr; або триграфом ngh. Додаткові діакритики використовуються для відображення тону складу:
| Діакритик        | В'єтнамська назва і переклад |
| ---------------- | ---------------------------- |
| (відсутній)      | ngang 'рівний'               |
| ◌̀ (гравіс)       | huyền 'глибокий'             |
| ◌́ (акут)         | sắc 'різкий'                 |
| ◌̉ (гак зверху)   | hỏi 'питальний'              |
| ◌̃ (тильда)       | ngã 'дрижачий'               |
| ◌̣ (крапка знизу) | nặng 'важкий'                |

Таким чином, одна літера може мати два діакритики, наприклад «ể», тобто літера «ê», разом з тоновим діакритиком «ẻ».
Хоч місіонери й розробили нове абеткове письмо, тьи-ном і надалі активно використовувався Католицькою церквою у В'єтнамі ще більш ніж 200 років. Починаючи з XIX століття, в'єтнамська абетка «куокнги» (chữ Quốc ngữ — «письмо державної мови») почала поширюватись поза межі християнських спільнот.
Латинська абетка стала найпоширенішою на початку XX століття, внаслідок розповсюдження освіти та прийняття латинки як простішої системи, якої можна навчати усі верстви населення. Французька колоніальна адміністрація мала на меті позбутись китайської писемності, конфуціанства та інших впливів китайської культури у В'єтнамі. Замість класичної китайської, урядовою мовою стала французька. За указом керівництва французького протекторату Тонкін в 1910 році, в'єтнамська латинка стала обов'язковою для всіх публічних документів. В'єтнамські реформісти та націоналісти теж виступали за використання латинської абетки. Вже станом на середину XX століття, в'єтнамська вже здебільшого записувалась латинською абеткою, яка згодом стала офіційною у незалежному В'єтнамі.
Втім, тьи-хан досі використовувався за часів французької адміністрації, та навіть у часи Другої світової війни його можна було побачити на банкнотах, проте невдовзі він перестав використовуватись взагалі. Внаслідок реформи освіти 1950 року в Північному В'єтнамі було повністю скасовано тьи-хан і тьи-ном. В наші часи, лише окремі вчені та дуже старі люди здатні читати тьи-ном, або писати традиційною в'єтнамською каліграфією.
Священники в'єтнамської меншини в Китаї (що емігрували з В'єтнаму в XVI сторіччі) на службах використовують співаники та молитвенники, записані тьи-номом.

## Граматика
В'єтнамська, подібно до тайської та багатьох інших мов Південно-Східної Азії, є аналітичною мовою. В'єтнамська не має морфологічних відмінків, родів, чисел або часів (а отже, не розрізняє фінітність/нефінітність). Також, подібно до інших мов у регіоні, в'єтнамський синтаксис має порядок слів підмет-присудок-додаток, залежні слова йдуть після головного слова (порядок модифіковане слово[уточнити переклад]-додаток), та має систему іменникових класифікаторів. Також у в'єтнамській поширене пропускання слів[уточнити переклад], фіксоване розташування питальних слів, дозволені серійні дієслівні конструкції.
Нижче наведені речення в'єтнамською мовою з глосами та повними перекладами.
Minh
Мінь
là
Є
giáo viên
вчитель.
"Мінь — вчитель."
Trí
Чі
13
13
tuổi
вік
"Чі 13 років."
Mai
Май
có vẻ
ніби
là
Є
sinh viên
студент
hoặc
або
học sinh.
школяр
"Май ніби студент або школяр."
Tài
Тай
đang
PRES.CONT
nói.
говорити
"Тай говорить."
Giáp
Зяп
rất
INT
cao.
високий
"Зяп дуже високий."
Người
особа
đó
той.DET
là
Є
anh
старший брат
của
POSS
nó.
3.PRO
"Та особа — його/її брат."
Con
CL
chó
собака
này
DET
chẳng
NEG
bao giờ
ніколи
sủa
гавкати
cả.
цілком
"Цей собака взагалі ніколи не гавкає."
Nó
3.PRO
chỉ
тільки
ăn
їсть
cơm
рис.FAM
Việt Nam
В'єтнам
thôi.
лише
"Він/вона/воно їсть лише в'єтнамський рис (або їжу, особливо якщо мовець похилого віку)."
Tôi
1.PRO
thích
любити
con
CL
ngựa
кінь
đen.
чорний
"Я люблю чорного коня."
Tôi
1.PRO
thích
любити
cái
FOC
con
CL
ngựa
кінь
đen
чорний
đó.
DET
"Я люблю того чорного коня."
Hãy
HORT
ở lại
лишатись
đây
тут
ít
кілька
phút
хвилина
cho tới
до
khi
коли
tôi
1.PRO
quay
повернутись
lại.
знову
"Будь ласка, зачекайте тут кілька хвилин, допоки я повернусь."

## Приклад
«Заповіт» Т. Шевченка в'єтнамською мовою (переклав Нґуєн Суан Шань)
| DI CHÚC Khi tôi chết, hãy chôn tôi Trên gò đất Trong thảo nguyên bao la Giữa U-krai-na yêu qúy Để tôi nhìn cánh đồng bát ngát Nhìn con sông Đờ-ni-ép bờ dốc trấp trùng Bên tôi gầm tiếng sóng Xa U-krai-na Con sông đổ máu quân thù Vào biển cả Tôi từ biệt cuộc đời Cánh đồng, đồi cổ… Tôi vút cánh bay cao Đến tận nơi xa nào Cầu nguyện Chúa Trời Nhưng trong khi chờ đơi Tôi đâu có biết Chúa Trời Chôn tôi xong, các bạn hãy đứng lên Phá tan những cùm sắt đáng rủa nguyến Tười sự tự do của các bạn Bằng máu quân thù! Rếi trong gia dình lớn Giải phóng khỏi mọi xích xiềng Các bạn hãy nhắc đền tôi Với những lời nói yên lành dịu ngọt. |

### Загальні
- Dương, Quảng-Hàm. (1941). Việt-nam văn-học sử-yếu [Outline history of Vietnamese literature]. Saigon: Bộ Quốc gia Giáo dục.
- Emeneau, M. B. (1947). Homonyms and puns in Annamese. Language. 23 (3): 239—244. doi:10.2307/409878. JSTOR 409878.
- ——— (1951). Studies in Vietnamese (Annamese) grammar. University of California publications in linguistics. Т. 8. Berkeley: University of California Press.
- Hashimoto, Mantaro (1978). Current developments in Sino-Vietnamese studies. Journal of Chinese Linguistics. 6 (1): 1—26. JSTOR 23752818.
- Marr, David G. (1984). Vietnamese Tradition on Trial, 1920–1945. University of California Press. ISBN 978-0-520-90744-7.
- Nguyễn, Đình-Hoà (1995). NTC's Vietnamese–English dictionary (вид. updated). Lincolnwood, Illinois: NTC. ISBN 0-8442-8357-6.
- ——— (1997). Vietnamese: Tiếng Việt không son phấn. Amsterdam: John Benjamins. ISBN 90-272-3809-X.
- Nguyen, Dinh Tham (2018). Studies on Vietnamese Language and Literature: A Preliminary Bibliography. Cornell University Press. ISBN 978-1-501-71882-3.
- Rhodes, Alexandre de (1991). L. Thanh; X. V. Hoàng; Q. C. Đỗ (ред.). Dictionarium Annamiticum Lusitanum et Latinum. Hanoi: Khoa học Xã hội.
- Thompson, Laurence C. (1991) [1965]. A Vietnamese reference grammar. Honolulu: University of Hawaii Press. ISBN 0-8248-1117-8.
- Uỷ ban Khoa học Xã hội Việt Nam. (1983). Ngữ-pháp tiếng Việt [Vietnamese grammar]. Hanoi: Khoa học Xã hội.

### Фонетика
- Brunelle, Marc (2009). Tone perception in Northern and Southern Vietnamese. Journal of Phonetics. 37 (1): 79—96. doi:10.1016/j.wocn.2008.09.003.
- Brunelle, Marc (2009). Northern and Southern Vietnamese Tone Coarticulation: A Comparative Case Study (PDF). Journal of Southeast Asian Linguistics. 1: 49—62. Архів оригіналу (PDF) за 13 листопада 2018.
- Kirby, James P. (2011). Vietnamese (Hanoi Vietnamese) (PDF). Journal of the International Phonetic Association. 41 (3): 381—392. doi:10.1017/S0025100311000181. S2CID 144227569.
- Michaud, Alexis (2004). Final consonants and glottalization: New perspectives from Hanoi Vietnamese. Phonetica. 61 (2–3): 119—146. doi:10.1159/000082560. PMID 15662108. S2CID 462578.
- Nguyễn, Văn Lợi; Edmondson, Jerold A (1998). Tones and voice quality in modern northern Vietnamese: Instrumental case studies. Mon-Khmer Studies. 28: 1—18.
- Thompson, Laurence E (1959). Saigon phonemics. Language. 35 (3): 454—476. doi:10.2307/411232. JSTOR 411232.

### Прагматика
- Luong, Hy Van. (1987). "Plural markers and personal pronouns in Vietnamese person reference: An analysis of pragmatic ambiguity and negative models". Anthropological Linguistics, 29(1), 49–70. JSTOR 30028089
- Sophana, Srichampa (2004). Politeness strategies in Hanoi Vietnamese speech. Mon-Khmer Studies. 34: 137—157.
- Sophana, Srichampa (2005). Comparison of greetings in the Vietnamese dialects of Ha Noi and Ho Chi Minh City. Mon-Khmer Studies. 35: 83—99.

### Діалектологія
- Alves, Mark J. 2007. "A Look At North-Central Vietnamese" In SEALS XII Papers from the 12th Annual Meeting of the Southeast Asian Linguistics Society 2002, edited by Ratree Wayland et al. Canberra, Australia, 1–7. Pacific Linguistics, Research School of Pacific and Asian Studies, The Australian National University
- Alves, Mark J.; & Nguyễn, Duy Hương. (2007). "Notes on Thanh-Chương Vietnamese in Nghệ-An province". In M. Alves, M. Sidwell, & D. Gil (Eds.), SEALS VIII: Papers from the 8th annual meeting of the Southeast Asian Linguistics Society 1998 (pp. 1–9). Canberra: Pacific Linguistics, The Australian National University, Research School of Pacific and Asian Studies
- Hoàng, Thị Châu (1989). Tiếng Việt trên các miền đất nước: Phương ngữ học [Vietnamese in different areas of the country: Dialectology]. Hanoi: Khoa học xã hội.
- Honda, Koichi. (2006). "F0 and phonation types in Nghe Tinh Vietnamese tones". In P. Warren & C. I. Watson (Eds.), Proceedings of the 11th Australasian International Conference on Speech Science and Technology (pp. 454–459). Auckland, New Zealand: University of Auckland.
- Machaud, Alexis; Ferlus, Michel; & Nguyễn, Minh-Châu. (2015). "Strata of standardization: the Phong Nha dialect of Vietnamese (Quảng Bình Province) in historical perspective". Linguistics of the Tibeto-Burman Area, Dept. of Linguistics, University of California, 2015, 38 (1), pp. 124–162.
- Pham, Andrea Hoa. (2005). "Vietnamese tonal system in Nghi Loc: A preliminary report". In C. Frigeni, M. Hirayama, & S. Mackenzie (Eds.), Toronto working papers in linguistics: Special issue on similarity in phonology (Vol. 24, pp. 183–459). Auckland, New Zealand: University of Auckland.
- Vũ, Thanh Phương. (1982). "Phonetic properties of Vietnamese tones across dialects". In D. Bradley (Ed.), Papers in Southeast Asian linguistics: Tonation (Vol. 8, pp. 55–75). Sydney: Pacific Linguistics, The Australian National University.
- Vương, Hữu Lễ. (1981). "Vài nhận xét về đặc diểm của vần trong thổ âm Quảng Nam ở Hội An" [Some notes on special qualities of the rhyme in local Quảng Nam speech in Hội An]. In Một Số Vấn Ðề Ngôn Ngữ Học Việt Nam [Some linguistics issues in Vietnam] (pp. 311–320). Hà Nội: Nhà Xuất Bản Ðại Học và Trung Học Chuyên Nghiệp.

### Орфографія
- DeFrancis, John (1977). Colonialism and language policy in Viet Nam. Mouton. ISBN 978-90-279-7643-7.
- Haudricourt, André-Georges (1949). Origine des particularités de l'alphabet vietnamien. Dân Việt-Nam. 3: 61—68.
  - English translation: Michaud, Alexis; Haudricourt, André-Georges (2010). The origin of the peculiarities of the Vietnamese alphabet. Mon-Khmer Studies. 39: 89—104.
- Nguyễn, Đình-Hoà. (1955). Quốc-ngữ: The modern writing system in Vietnam. Washington, DC: Author.
- Nguyễn, Đình-Hoà (1990). Graphemic borrowing from Chinese: The case of chữ nôm, Vietnam's demotic script. Bulletin of the Institute of History and Philology, Academia Sinica. 61: 383—432.
- Nguyễn, Đình-Hoà. (1996). Vietnamese. In P. T. Daniels, & W. Bright (Eds.), The world's writing systems, (pp. 691–699). New York: Oxford University Press. ISBN 978-0-19-507993-7.

### Історичні й порівняльні джерела
- Alves, Mark J. (2001). What's So Chinese About Vietnamese? (PDF). У Thurgood, Graham W. (ред.). Papers from the Ninth Annual Meeting of the Southeast Asian Linguistics Society. Arizona State University, Program for Southeast Asian Studies. с. 221—242. ISBN 978-1-881044-27-7.
- Alves, Mark (2020). Historical Ethnolinguistic Notes on Proto-Austroasiatic and Proto-Vietic Vocabulary in Vietnamese. Journal of the Southeast Asian Linguistics Society. 13 (2): xiii—xlv. hdl:10524/52472.
- Alves, Mark (2021). Linguistic influence of Chinese in Southeast Asia. У Sidwell, Paul; Jenny, Mathias (ред.). The Languages and Linguistics of Mainland Southeast Asia: A Comprehensive Guide. Berlin: De Gruyter Mouton. с. 649—671. doi:10.1515/9783110558142-027. ISBN 978-3-11-055606-3.
- Chamberlain, James (2019), Vanishing Nomads: Languages and Peoples of Nakai, Laos, and Adjacent Areas, у Brunn, Stanley; Kehrein, Roland (ред.), Handbook of the Changing World Language Map, Vientiane: Springer International Publishing, с. 1589—1606, ISBN 978-3-03002-437-6
- Cooke, Joseph R. (1968). Pronominal reference in Thai, Burmese, and Vietnamese. University of California publications in linguistics (No. 52). Berkeley: University of California Press.
- Ferlus, Michel (2009). A Layer of Dongsonian Vocabulary in Vietnamese. Journal of the Southeast Asian Linguistics Society. 1: 95—108.
- Gong, Xun (2019). Chinese loans in Old Vietnamese with a sesquisyllabic phonology. Journal of Language Relationship. 17 (1–2): 55—72. doi:10.31826/jlr-2019-171-209. S2CID 212689052.
- Gregerson, Kenneth J. (1969). "A study of Middle Vietnamese phonology". Bulletin de la Société des Études Indochinoises, 44, 135–193. (Reprinted in 1981).
- Maspero, Henri (1912). Études sur la phonétique historique de la langue annamite. Les initiales. Bulletin de l'École française d'Extrême-Orient. 12 (1): 1—124. doi:10.3406/befeo.1912.2713.
- Nguyễn, Đình-Hoà (1986). Alexandre de Rhodes' dictionary. Papers in Linguistics. 19: 1—18. doi:10.1080/08351818609389247.
- Nguyễn, Đình-Hoà (2009). Vietnamese. У Comrie, Bernard (ред.). The World's Major Languages (вид. 2nd). Routledge. с. 677—692. ISBN 978-0-415-35339-7.
- Sagart, Laurent (2008), The expansion of Setaria farmers in East Asia, у Sanchez-Mazas, Alicia; Blench, Roger; Ross, Malcolm D.; Ilia, Peiros; Lin, Marie (ред.), Past human migrations in East Asia: matching archaeology, linguistics and genetics, Routledge, с. 133—157, ISBN 978-0-415-39923-4
- Sidwell, Paul; Alves, Mark (2021). The Vietic languages: a phylogenetic analysis. Journal of Language Relationship. 19 (3–4): 166—194.
- Shimizu, Maasaki (2015). A Reconstruction of Ancient Vietnamese Initials Using Chữ Nôm Materials. NINJAL Research Papers. 9 (1–2): 135—158. doi:10.15084/00000465.
- Shorto, Harry L. edited by Sidwell, Paul, Cooper, Doug and Bauer, Christian (2006). A Mon–Khmer comparative dictionary. Canberra: Australian National University. Pacific Linguistics. ISBN
- Thompson, Laurence E (1967). The history of Vietnamese final palatals. Language. 43 (1): 362—371. doi:10.2307/411402. JSTOR 411402.

### Педагогічні джерела
- Nguyen, Bich Thuan. (1997). Contemporary Vietnamese: An intermediate text. Southeast Asian language series. Northern Illinois University, Center for Southeast Asian Studies.
- Healy, Dana. (2004). Teach Yourself Vietnamese. Teach Yourself. Chicago: McGraw-Hill. ISBN
- Hoang, Thinh; Nguyen, Xuan Thu; Trinh, Quynh-Tram; (2000). Vietnamese phrasebook, (3rd ed.). Hawthorn, Vic.: Lonely Planet. ISBN
- Moore, John. (1994). Colloquial Vietnamese: A complete language course. London: Routledge.
- Nguyễn, Đình-Hoà. (1967). Read Vietnamese: A graded course in written Vietnamese. Rutland, Vermont: C.E. Tuttle.
- Lâm, Lý-duc; Emeneau, M. B.; von den Steinen, Diether. (1944). An Annamese reader. Berkeley: University of California, Berkeley.
- Nguyễn, Đăng Liêm. (1970). Vietnamese pronunciation. PALI language texts: Southeast Asia. Honolulu: University of Hawaii Press.